# 青野南美
青野 南美（あおの みなみ、2000年6月3日 - ）は、日本の柔道及びレスリング選手。階級は63kg級。山口県出身。

## 経歴
柔道は5歳の時に父親の影響で始めた。下関長府中学3年の時に全国中学校柔道大会48㎏級の3回戦で敗れた。豊浦高校2年の時に全国高校選手権63㎏級の準々決勝で新田高校2年の立川桃に内股で敗れて5位だった。3年の時にはインターハイの2回戦で立川に小外掛で敗れた。一方で、柔道以外にレスリングにも取り組むと、高校時代にジュニアクイーンズカップで2位、アジアカデット選手権で3位になるなどした。
2019年に日下部基栄が指導する福岡大学へ進学すると、3年の時には優勝大会決勝の東海大学戦で立川桃に大内刈で敗れてチームも2位だった。4年の時には優勝大会で3位、学生体重別の決勝では立川に横四方固で敗れて2位だった。
2023年に福岡県警の所属となると、全国警察柔道選手権大会で優勝した。講道館杯では国士舘大学4年の山口葵良梨に技ありで敗れて2位だった。2024年3月のグランプリ・リンツでは3位になった。4月の体重別では決勝まで進むと、元世界チャンピオンであるパーク24の堀川恵を内股で破って優勝した。5月のグランドスラム・アスタナでは準決勝でスロベニアのアンドレヤ・レシキに技ありで敗れて3位だった。11月の講道館杯では3位だった。グランドスラム・東京では準々決勝でチェコのレナタ・ザチョワに敗れるも、その後の3位決定戦で堀川が棄権したため3位となった。2025年2月のグランドスラム・バクーでは準決勝で世界チャンピオンであるオランダのジョアンネ・ファンリースハウトを有効で破るも、決勝で57㎏級から階級を上げてきたカナダのジェシカ・クリムカイトに反則負けを喫して2位だった。4月の体重別では3位だった。7月のグランドスラム・ウランバートルでは準決勝で山口に隅落で敗れると、3位決定戦でもクロアチアのニナ・シミッチに合技で逆転負けを喫して5位だった。
IJF世界ランキングは350ポイント獲得で86位(25/7/20現在)。

## 戦績
柔道
- 2018年 -　全国高校選手権　5位
- 2021年 -　優勝大会　2位
- 2022年 -　優勝大会　3位
- 2022年 -　学生体重別　2位
- 2023年 -　全国警察柔道選手権大会　優勝
- 2023年 -　講道館杯　2位
- 2024年 -　グランプリ・リンツ　3位
- 2024年 - 体重別　優勝
- 2024年 - グランドスラム・アスタナ　3位
- 2024年 -　講道館杯　3位
- 2024年 - グランドスラム・東京　3位
- 2025年 - グランドスラム・バクー　2位
- 2025年 - 体重別　3位
- 2025年 - グランドスラム・ウランバートル　5位

(出典、JudoInside.com)
レスリング
- 2017年 -　ジュニアクイーンズカップ カデットの部　2位(60㎏級)
- 2017年 -　アジアカデット選手権　3位(60㎏級)
- 2018年 -　ジュニアクイーンズカップ ジュニアの部　3位(62㎏級)
- 2018年 -　JOC杯ジュニアの部　5位(62㎏級)
- 2018年 -　インターハイ　5位(68㎏級)

（出典）